# Watergatecomplex
Het Watergatecomplex bevat naast drie appartementengebouwen en twee kantorengebouwen ook een hotel en een winkelcentrum.
Het werd in 1967 gebouwd aan de oever van de Potomac in Washington D.C. in opdracht van Società Generale Immobiliare, een Italiaanse projectontwikkelaar.
Het werd gebouwd op een braakliggend stuk grond rond de monding van een in onbruik geraakt kanaal dat voor 10 miljoen dollar was aangekocht.
Op 17 juni 1972 vond een inbraak plaats in het hoofdkantoor van de Democratische Partij, dat gevestigd was in het complex. De arrestatie van de inbrekers was het begin van het Watergateschandaal dat uiteindelijk leidde tot het aftreden van president Richard Nixon, zelf van de Republikeinse Partij. In de media wordt nadien regelmatig het suffix -gate gebruikt om een schandaal een naam te geven. Dit suffix is ontleend aan het Watergatecomplex.